# Ključevoe (Oblast' autonoma ebraica)
Ključevoe (in lingua russa Ключевое) è un centro abitato dell'Oblast' autonoma ebraica, situato nel Smidovičskij rajon.